# 940920
《940920》是一套由香港電視娛樂製作的科幻懸疑電視劇，為《二月廿九》的「前傳和後傳」，由羅嘉駿監製兼執導，劉俊謙、蔡思韵、吳海昕、徐天佑主演，為《ViuTV 2021》及《ViuTV 2022》節目巡禮之一。此劇由2022年3月7日起逢星期一至五21:30－22:30於ViuTV首播，由「X Wallet 秒批私人貸款」呈獻。製作特輯《〈940920〉穿越時空的力量》於3月5日21:30－22:15播映。
該劇原擬於2021年4月開拍，並計劃於同年12月完成拍攝工作，但於2021年2月底，有傳媒報道指出該劇劇組仍處於劇本編寫階段，亦未決定演員人選，加上礙於2019冠状病毒病疫情持續而未能前往台灣取景拍攝，令開拍時間延遲至同年第四季。2021年5月，導演羅嘉駿宣布取消在台灣拍攝的計劃，改為在香港拍攝，但不會再延期開拍。

## 故事大綱
此劇同時是前作《二月廿九》的前傳和後傳。
前傳部分發生在余家聰（劉俊謙飾）與張麗紗（吳海昕飾）相識前數年。當時余家聰還在大學修讀博士課程，神聖幾何學會尚未成立。一次余家聰因為要撰寫博士論文，聽從朋友白世繼（岑珈其飾）的提議嘗試接觸靈性藥物。不過他遇上了騙子，更失去了與亡母（簡慕華飾）的唯一合照。
余家聰之後追查發現，他的青梅竹馬林楚凝（蔡思韵飾），便是當天他遇上騙子時扮演薩滿的女孩。不過林楚凝堅持自己沒有參與，她更向余家聰透露，自己有一部即影即有相機，只要接觸該相機拍出的照片，便會穿越至拍攝相片的時間和地點，但只能在該時間和地點逗留十五分鐘，就會返回原來的時空。
後傳部份即承接《二月廿九》結局後的劇情，張麗紗在昏迷一年後醒來，發現自己到了不屬於她的平行時空。該時空的余家聰身分從神聖幾何學會會長改為作家，神聖幾何學會會長亦變成了白世繼。余家聰並不認識張麗紗，世上亦只有張麗紗記得他原本的身分和兩人的經歷。在這時空的余家聰不時夢見自己重遇兒時玩伴林楚凝，不過他認為夢中的他是另一個自己。

## 演員表

### 第一時空（余家聰為神聖幾何學會會長的世界）
- 第二時空神圣几何学会称本时空为A时空
- 主要時間線：1994年、2013至2014年、2017年（《二月廿九》故事開始時間）

| 演員                    | 角色        | 備註 | 參考資料            |
| 劉俊謙 （童年：黃梓樂） | 余家聰      | 現任神聖幾何學會會長 林楚凝兒時玩伴 白世繼酒後透露余家聰父母是在大學教書的 於2014年成立神聖幾何學會，為第一屆副會長，後來成為會長 打算取回即影即有相機時被阿月按在水中遇溺瀕死而獲得穿越照片能力 | [ 12 ]              |
| 蔡思韵 （童年：丘子童） | 林楚凝      | 余家聰兒時玩伴 童時曾遇車禍後瀕死而獲得穿越照片能力，但腦內瘀血無法清除 於1994年9月20日與林彥秋遷至大澳 於2014年成立神聖幾何學會，被選為第一屆會長，後來將會長之位讓給余家聰 於2014年穿越至2013年後因阿月銷毀其穿越中之相片而無法返回，曾一度失憶，及後在余家聰協助下返回2014年 使用清明夢機夢見另一時空的自己與余家聰拍拖後決定穿越至1994年9月20日阻止悲劇發生，並遇見同樣穿越時空的Yeesa 遭阿月刺傷後，走到勵德樓打算勸余淑華不要自殺但仍傷重不治，死前犧牲眾人擁有自己的記憶向流星雨許願而創造了第二時空 | [ 9 ] [ 13 ] [ 14 ] |
| 岑珈其 （童年：黃翊桐） | 白世繼      | 巴西龜 余家聰好友 神聖幾何學會成員，後來為副會長 |                     |
| 梁天尺                  | 耶穌        | 神聖幾何學會成員 |                     |
| 鄭文熙                  | Alien       | 神聖幾何學會成員 |                     |
| 關永宇                  | 關羽        | 神聖幾何學會成員 |                     |
| 蘇欣婷                  | 跳掣        | 神聖幾何學會成員 在靈性藥物活動中扮演薩滿 |                     |
| 簡慕華                  | 余淑華      | 余家聰母親 因思念丈夫但發現自己原來是第三者而罹患抑鬱症 於1994年9月20日與余家聰合照後因得知遭丈夫拋棄而抑鬱症病發，及遭張天朗教唆後自殺身亡 | [ 15 ]              |
| 蘭 茜                   | 余淑敏      | 余家聰姨媽 余淑華姐姐 | [ 16 ]              |
| 余子明                  | 林彥秋      | 秋叔 林楚凝爺爺 前車房員工 患有失智症 於1994年9月20日因發現同事張天朗的飾物（附有Kami合照）及兒子阿凱汽車動了手腳而得知兒子及媳婦遭天朗殺害，在車房內與其爭執並遭其打暈 事後發現天朗被殺害，與林楚凝急急逃亡至大澳，投靠女兒曉菱 於2013年9月19日走失，於碼頭被尋回 於2013年10月18日自殺身亡 | [ 15 ]              |
| 谷祖琳                  | 林曉菱      | 林楚凝姑姐 林楚凝父親阿凱之妹 因父親林彥秋與林楚凝急急遷至大澳，間接導致自己婚姻破裂 |                     |
| 朱栢康                  | 月 / 張天朗 | 阿月 相機舖老闆，張姓 於2014年誤會魚蛋撞斃Kami而打死其 得知林楚凝能穿越後威脅其交出即影即有相機但不果，遂在神聖幾何學會縱火，並燒毀林楚凝穿越中之相片及搶走其與父母合照 被魚蛋女友刺傷後瀕死而獲得穿越照片能力 以化名張天朗穿越至1994年，殺害林楚凝父母及暗中換走余淑華的抗抑鬱藥 於1994年9月20日教唆余淑華自殺，並刺傷同是穿越中的林楚凝 及後於車房內與秋叔及Yessa打鬥，最終被汽車壓死 |                     |
| 李炘頤                  | 文嘉儀      | Kami 阿月之妻子 相機店店員 患有末期肺癌及抑鬱 於2014年被汽車撞斃，死前遇到穿越中的林楚凝，並拜託其向丈夫代說遺言 |                     |
| 鄧麗英                  |             | 相機店店員 |                     |
| 黃溢濠                  | 魚蛋        | 討債專員及詐騙集團主腦 策劃靈性藥物及智慧之母活動 於2014年被阿月誤會其撞斃Kami而被打死 | [ 17 ]              |
| 張右雨                  |             | 魚蛋女友 於2014為魚蛋報仇而嘗試殺害阿月 並向余家聰還回阿月偷走的即影即有相機 懷疑撞死阿月妻子Kami之真兇 |                     |
| 許晉邦                  |             | 魚蛋手下 |                     |
| 黃楚軒                  |             | 魚蛋手下 |                     |
| 翁演陞                  |             | 魚蛋手下 |                     |
| 蔡孟齡                  |             | 醫生 |                     |
| 黃梓賢                  |             | 於沙灘欺負林楚凝的壞小孩 |                     |
| 黃印燊                  |             | 於沙灘欺負林楚凝的壞小孩 |                     |
| 何柏翹                  |             | 於沙灘欺負林楚凝的壞小孩 |                     |
| 謝嘉欣                  |             | 街頭女生 |                     |
| 吳偉娟                  |             | 街頭師奶 |                     |
| 林俊傑                  |             | 林楚凝賣蝦膏時的做媒客 |                     |
| 吳卓橋                  |             | 跳掣客人 |                     |
| 胡春梅                  |             | 商場店主 |                     |
| 李伯健                  |             | 商場店主 |                     |
| 七仙羽                  | 智慧之母    | | [ 18 ]              |
| 林善晴                  |             | 走失的小女孩 |                     |
| 林珈慧                  |             | 看護 |                     |
| 明玉子                  |             | 士多老闆 |                     |
| 周祉君                  | 阿凱        | 林楚凝父親 於1994年8月16日因阿月人為造成的車禍而離世 |                     |
| 張厚耀                  |             | 林楚凝母親 於1994年8月16日因阿月人為造成的車禍而離世 |                     |
| 游學修                  |             | 未來人 |                     |
| 蘇致豪                  |             | 未來人 |                     |
| 許 賢                   |             | 未來人 |                     |
| 盧鎮峰                  |             | 忘記密碼的情侶 |                     |
| 陳雅雯                  |             | 忘記密碼的情侶 |                     |
| 張滿源                  |             | 余家聰親生父親 余淑華之丈夫 於1994年9月20日與元配妻兒移居英國，拋棄余淑華母子 |                     |

### 第二時空（余家聰為小說家的世界）
- 神聖幾何學會稱本時空為B時空
- 主要時間線：1994年、2020至2021年

| 演員                    | 角色   | 備註 | 參考資料 |
| 吳海昕                  | 張麗紗 | Yeesa 穿越界明星 前作中藉御守以獲得穿越未來能力，後來經歷北海道車禍後瀕死而獲得穿越照片能力 馬智浩之曖昧對象 與關羽得知化名張天朗的阿月是在1994年9月20日車房內被殺害 穿越至1994年9月20日遇見林楚凝並合作，得知楚凝出事後（因二人協定楚凝遇事時會發射信號彈報信）後找尋秋叔及阿月 後來跑到車房遇見阿月和遇襲暈倒的秋叔，與阿月打鬥，最後在穿越時限前，及時按油壓掣放下汽車壓死阿月 暗中撮合家聰及楚凝，最後閱讀Ryan日記後情歸Ryan | [ 12 ]   |
| 徐天佑                  | 馬智浩 | Ryan 壽司師傅 張麗紗之曖昧對象 第五集成為蕗草老闆 | [ 14 ]   |
| 劉俊謙                  | 余家聰 | 小說家 《940920》作者 曾經為林楚凝兒時玩伴，直至因Yeesa贈送的太空館節目門票在館外重遇 | [ 12 ]   |
| 岑珈其 （童年：黃翊桐） | 白世繼 | 巴西龜 神聖幾何學會會長 | [ 19 ]   |
| 梁天尺                  | 耶穌   | 神聖幾何學會成員 |          |
| 鄭文熙                  | Alien  | 神聖幾何學會成員 |          |
| 關永宇                  | 關羽   | 神聖幾何學會成員 與Yeesa得知化名張天朗的阿月是在1994年9月20日車房內被殺害 |          |
| 蘇欣婷                  | 跳掣   | 神聖幾何學會成員 |          |
| 李 敏                   | 謝心雪 | Fiona 張麗紗之好友 |          |
| 張凱娸                  | 李嘉敏 | 嘉嘉 張麗紗之好友 |          |
| 蔡思韵                  | 林楚凝 | 職業女性 無穿越時空能力 從Yeesa得知小說《940920》並驚訝另一時空有穿越能力的自己 曾經為余家聰兒時玩伴，直至因穿越的Yeesa贈送的太空館節目門票在館外重遇 |          |
| 張敬軒                  |        | 出版社編輯 | [ 20 ]   |
| 簡慕華                  | 余淑華 | 余家聰母親 患有失智症 |          |
| 曾爾敦                  |        | 童年白世繼波友 |          |
| 盧爾諾                  |        | 童年白世繼波友 |          |
| 麥可怡                  | 馬芷晴 | 馬智浩之妹 蕗草客人 |          |
| 羅嘉駿                  |        | 蕗草客人 |          |
| 曹 蕙                   |        | 蕗草客人 |          |
| 黃智揚                  |        | 蕗草客人 |          |
| 王仕昌                  |        | 蕗草壽司師傅 |          |

## 每集內容
| 集數 | 首播日期 | 主題 | 備註   |
| 01   | 3月7日   | 序章 | [ 9 ]  |
| 02   | 3月8日   | 平行 | [ 9 ]  |
| 03   | 3月9日   | 重疊 | [ 9 ]  |
| 04   | 3月10日  | 月圓 | [ 9 ]  |
| 05   | 3月11日  | 消逝 | [ 9 ]  |
| 06   | 3月14日  | 罪孽 | 結局篇 |
| 07   | 3月15日  | 迴光 | 結局篇 |
| 08   | 3月16日  | 夢斷 | 結局篇 |
| 09   | 3月17日  | 顯影 | 結局篇 |
| 10   | 3月18日  | 終始 | 大結局 |

## 拍攝地點
在劇中，余家聰童年與媽媽相倚為命，在「勵德樓」居住。導演原本希望在大坑勵德邨拍攝，不過因新型肺炎疫情而被拒絕，最後在土瓜灣美景樓拍攝。而家聰與楚凝到山上賞月的地點為深水埗嘉頓山；劇中楚凝重遇家聰，爺爺自殺的場景分別在大澳和大澳舊碼頭拍攝。不過楚凝和秋叔以及姑姐住的村屋，卻在錦田取景。而另一個時空，家聰探訪媽媽的地點為烏溪沙青年新村。阿月的MEMOTO相機店位於旺角「Classical Camera Shop HK 香港經典相機行」。
其他拍攝地點包括土瓜灣美善同里，元朗大旗嶺路及朗河路之間的「時光隧道」，大坑和尖沙咀居酒屋「黑木」。

## 收視
| 集數                     | 播映日期                     | 電視直播收視 | 備註   |
| 《940920》穿越時空的力量 | 2022年3月5日                 | 1.9點        | [ 23 ] |
| 1－5                     | 2022年3月7日－2022年3月11日  | 4.0點        | [ 24 ] |
| 6－10                    | 2022年3月14日－2022年3月18日 | 3.8點        | [ 25 ] |

## 軼事
- 本劇的名稱「940920」取自前作《二月廿九》中余家聰給張麗紗的密碼，亦是余家聰媽媽的死忌。[6][26]
- 此劇是吳海昕、劉俊謙、岑珈其和麥可怡繼劇集《教束》及《二月廿九》後再度合作。
- 此劇演員劉俊謙及蔡思韵為第三次飾演情侶，現實中亦為男女朋友關係。[27]
- 此劇是劉俊謙與蔡思韵繼電影《幻愛》和舞台劇《午睡》後再度合作。[28]
- 本劇是張敬軒自《盛裝舞步愛作戰》後相隔14年於電視劇演出。[29]
- YouTube頻道「試當真」成員游學修、許賢和蘇致豪客串此劇第六集。因此試當真在此劇第六集播映後，首播「試映劇場《140520》」，邀請此劇演員劉俊謙、蔡思韵、吳海昕和岑珈其重新演繹《二月廿九》、《幻愛》及此劇的經典場面。[30]
- 此劇是余子明生前最後一部電視劇集。

## 記事
- 2020年10月17日：此劇於《ViuTV 2021》中出現。[31]
- 2020年10月18日：此劇演員之一的劉俊謙於社交網站上載該劇的預告片。[32]
- 2021年3月15日：此劇獲ViuTV於「香港影視娛樂博覽2021」中展出，為該屆6套參展電視劇的其中一套。[33][34]
- 2021年10月13日：此劇於《ViuTV 2022》中出現。[35]
- 2021年11月6日：ViuTV高層魯庭暉及此劇演員劉俊謙、蔡思韵、吳海昕、徐天佑、余子明、岑珈其、張右雨、蘇欣婷、梁天尺出席開鏡拜神儀式。[36]
- 2022年3月5日：此劇演員劉俊謙、蔡思韵、吳海昕，以及監製兼導演羅嘉駿出席記者會。[12]

## 外部連結
- ViuTV：940920 （页面存档备份，存于）
- MakerVille：940920 （页面存档备份，存于）
- 《940920》官方的Instagram帳戶
- 豆瓣电影上《940920》的資料 （简体中文）

| 香港 ViuTV 星期一至五 21:30－22:30                      | 香港 ViuTV 星期一至五 21:30－22:30           | 香港 ViuTV 星期一至五 21:30－22:30 |
| ------------------------------------------------------- | -------------------------------------------- | ---------------------------------- |
|                                                         | 940920 （2022年3月7日－2022年3月18日）       |                                    |
| The Penthouse 上流戰爭 2 （2022年2月7日－2022年3月5日） | 反起跑線聯盟 （2022年3月21日－2022年4月8日） |                                    |